# Microsoft Expression Studio
Microsoft Expression Studio est une suite logicielle propriétaire de Microsoft destinée à la création graphique.

## Description
Elle est composée de cinq produits :
- Microsoft Expression Web (nom de code « Quartz ») : programme pour créer des sites Web conformes aux standards (WYSIWYG) ;
- Microsoft Expression Blend (nom de code « Sparkle ») : programme pour concevoir des interfaces utilisateur, basé sur Windows Presentation Foundation et/ou sur Silverlight ;
- Microsoft Expression Design (nom de code « Acrylic ») : programme de retouche, de traitement et de dessin assisté par ordinateur ;
- Microsoft Expression Media : programme de gestion et de catalogage de médias numériques. Le logiciel a été acheté par la société danoise Phase One et est devenu Phase One Media Pro ;
- Microsoft Expression Encoder : encodeur professionnel au format VC-1.

Depuis janvier 2013 Microsoft Expression Web, Microsoft Expression Design et Microsoft Expression Encoder sont disponibles gratuitement chez Microsoft.
Parmi tous ces produits, Expression Blend, Expression Design et Expression Encoder ont été écrits en utilisant Windows Presentation Foundation. Expression Web est le successeur de Microsoft FrontPage, cependant il comporte des différences significatives par rapport à FrontPage, telle qu'utiliser son propre moteur de rendu, plutôt que le moteur d'Internet Explorer.Tous les bots et fonctions de Frontpage ont été également enlevés. Expression Media est en grande partie basé sur son prédécesseur iView Media, que Microsoft a acquis en juin 2006. La technologie utilisée par Expression Design est, elle aussi, basée sur une précédente acquisition, Creature House Expression. Malgré tout, Expression Design, a été complètement réécrit en WPF.
Microsoft a présenté la suite Expression Studio le 18 septembre 2005 à la Microsoft's Professional Developers Conference (en) à Los Angeles. Expression Encoder a été introduit plus tard, à la National Association of Broadcasters en 2007. Microsoft Expression Studio a été envoyé en production le 30 avril 2007. La version RTM (« Release to Manufacturing ») lors du Microsoft MIX'07, une conférence pour les web-développeurs et designers. Expression Web, Expression Blend et Expression Media peuvent être achetés séparément. Expression Design est uniquement disponible comme un complément de la suite Expression Studio. Expression Encoder est uniquement disponible pour Windows.